# Route nationale 432
Die Route nationale 432, kurz N 432 oder RN 432, war eine französische Nationalstraße.
Der Streckenverlauf führte von Mülhausen bis zur Schweizer Grenze bei Lucelle.
Der französische Grenzposten befand sich schon einen Ort vor Lucelle in Winkel.
Die Straßennummer wurde erstmals 1933 in das Nationalstraßennetz aufgenommen. 1973 erfolgte die Abstufung der Straße zur Département-Straße D432.

## N432a
Die N432A war von 1933 bis 1973 ein Seitenast der N432, der innerhalb von Altkirch die N19 mit der N432 verband. Sie trägt heute die Nummer D132.